# فوچو، هیروشیما (شهرک)
فوچو، هیروشیما (شهرک) (به لاتین: Fuchū, Hiroshima (town)) یک منطقهٔ مسکونی در ژاپن است که در Aki District واقع شده‌است. فوچو  ۴۹٬۸۳۹ نفر جمعیت دارد.